# Maipú (Buenos Aires)
Maipú – miasto w Argentynie, położone we wschodniej części prowincji Buenos Aires.

## Opis
Miasto założone 26 września 1878. Według spisu powszechnego 17 listopada 2001 liczyło 8 865 mieszkańców. 27 października 2010 ludność Maipú wynosiła 8 883. Obecnie miejscowość stanowi ważną stację węzłową.